# Zacharias Stumpf
Zacharias Stumpf (* etwa 1594 in Fladungen; † 30. Januar 1641) war ein deutscher Geistlicher.
Stumpf wurde am 9. Juni 1618 zum Diakon geweiht.
Papst Urban VIII. ernannte Stumpf am 22. September 1618 zum Titularbischof von Domitiopolis und Weihbischof in Würzburg. Am 15. Februar 1637 spendete ihm Sebastian Müller in Dillingen an der Donau die Bischofsweihe. Bei der Weihe assistierten die beiden Benediktineräbte Bernard Hertfelder und Karl Stengel.